# Microsorum normale
Microsorum normale là một loài thực vật có mạch trong họ Polypodiaceae. Loài này được (D. Don) Noot. miêu tả khoa học đầu tiên năm 1997.